# Lookout Summit
Der Lookout Summit – offiziell als „Lookout“ im Geographic Names Information System geführt – ist der höchste Punkt im Benton County im US-Bundesstaat Washington. Der Berg ist ebenso der höchste Punkt der Rattlesnake Hills, denn mit 1.106 Metern ist er 30 m höher als der benachbarte Rattlesnake Mountain.
In den Listen über Höhen in Washington nimmt er folgende Ränge ein:
- Dominanz/Isolation: Rang 32
- Schartenhöhe: Rang 181
- Höchster Punkt nach einzelnen Countys: Rang 29 (von 39)